# Metaphycus gennaroi
Metaphycus gennaroi is een vliesvleugelig insect uit de familie Encyrtidae. De wetenschappelijke naam is voor het eerst geldig gepubliceerd in 2000 door Guerrieri & Noyes.